# Ставропольский троллейбус
Ставропо́льский тролле́йбус — троллейбусная система города Ставрополя. Открытие троллейбусного движения состоялось 1 августа 1964 года.

## Официальная организация
Эксплуатацию троллейбусной сети осуществляет ГУП СК «Крайтранс», располагающееся по адресу: 355037, г. Ставрополь, ул. Доваторцев, 30.

## Время работы
Троллейбусное движение осуществляется:
По будним дням — с 534 до 2344;
По выходным дням — с 558 до 2317.

## Оплата и стоимость проезда
Проезд оплачивается кондуктору. Оплатив проезд, пассажир получает билет. С марта 2008 года часть троллейбусов работает без кондукторов, при этом проезд оплачивается водителю при выходе в переднюю дверь. Маршруты 4, 5, 6 и 11 работают без кондуктора, на маршрутах 7 и 8 кондукторов практически нет.
С мая 2019 года штат кондукторов сокращён, таким образом, на городском транспорте Ставрополя не осталось кондукторов.
Изменение стоимости проезда:
- с 01.08.1999 — 1 рубль 50 копеек (школьники, студенты, пенсионеры — 50 копеек).
- с 01.07.2001 — 2 рубля (школьники 50 копеек; студенты, пенсионеры — 1 рубль).
- с 01.04.2002 — 3 рубля (школьники 75 копеек; студенты, пенсионеры — 1 рубль 50 копеек).
- с 01.04.2003 — 4 рубля (школьники 1 рубль; студенты, пенсионеры — 2 рубля).
- с 01.03.2005 — 5 рублей все граждане.
- с 11.04.2007 — 6 рублей все граждане.
- с 15.01.2009 — 8 рублей все граждане.
- с 08.02.2010 — 11 рублей.
- с 01.04.2010 — снижение стоимости проезда до 10 рублей.
- с 01.01.2011 — 11 рублей.
- с 02.02.2011 — снижение стоимости проезда до 10 рублей.
- с 01.01.2012 — 11 рублей.
- с 20.01.2013 — 12 рублей.
- с 25.11.2013 — 13 рублей.
- с 01.01.2015 — 15 рублей.
- с 01.02.2017 — 18 рублей[3].
- с 09.05.2017 — 15 рублей[1].
- с 10.01.2022 — 16 рублей.
- с 16.02.2023 — 17 рублей[4].
- с 15.02.2024 — 19 рублей.
- с 01.02.2025 — 25 рублей.

## История
- Октябрь 1958 — начато строительство троллейбусного депо, 1-й и 2-й тяговых подстанций и линий 1-го маршрута.
- Июнь 1964 — окончено строительство объектов Ставропольского троллейбусного управления.
- 1 августа 1964 — открытие первого маршрута «Вокзал — Газостанция», связавший центр города с новым жилым районом «Осетинка». Трасса следования: просп. Карла Маркса, просп. Октябрьской Революции, ул. Дзержинского, ул. Артёма, ул. Ленина от ул. Вокзальная до нынешней пл. 200-летия.
- 1 декабря 1966 — после окончания строительства и наладки 3-й тяговой подстанции начал работать маршрут № 2 «Вокзал — Кирпичный завод». Окраина города, где в основном строился частный сектор, получила возможность быстрой связи с центром города. Трасса новой линии: ул. Дзержинского, ул. Льва Толстого, ул. Шпаковская от ул. Артёма до ул. Доваторцев.
- 19 декабря 1968 — полностью запущен в действие 3-й маршрут «Вокзал — Партшкола». Трасса новой линии ул. Артёма, ул. Партизанская, ул. Черняховского, кольцо(ул. Серова, ул. Каменноломская, ул. Пономарёва, ул. Черняховского) от ул. Ленина.
- 3 февраля 1969 — для удобства пассажиров, в связи с увеличением количества подвижного состава, начали работать так называемые «короткие маршруты»: «1-к Газостанция» и «2-к Кирпичный завод» до площади имени В. И. Ленина.
- 1972 г. — построена и введена в работу 4-я тяговая подстанция на ул. Дзержинского, которая дала возможность более надёжного энергоснабжения действующих троллейбусных маршрутов.
- 15 марта 1973 — в развивающийся Северо-Западный район был пущен маршрут № 5 «Малая химия — Партшкола».
- 5 ноября 1973 — продлён маршрут № 5 «Партшкола — Завода автоприцепов».
- 1973 — начато строительство депо профилактория на 125 машин, административного здания троллейбусного предприятия и тяговой подстанции № 5.
- 1974 — пущена в эксплуатацию тяговая подстанция № 5, продлена контактная сеть по пр. Кулакова до завода «Нептун», 4 километра одиночного пути.
- 1975 — продлена контактная сеть от завода «Нептун» до базы «Овощехранилище» — 2,5 километра одиночного пути. Трасса новой линии: просп. Кулакова от ул. 2-я Промышленная до пер. Буйнакского.
- 1976 — начато строительство тяговой подстанции № 6 для стабильного энергообеспечения троллейбусных линий в перспективный Северо-Западный район.
- 1977 — продлена контактная сеть от ул. Тухачевского по ул. 50 лет ВЛКСМ до средней школы № 23 — 2 километра одиночного пути.
- 13 января 1978 — пущена в эксплуатацию тяговая подстанция № 6. Продлена троллейбусная линия по ул. 50 лет ВЛКСМ до 45-й Параллели — 2 км одиночного пути. Теперь 2-й маршрут стал называться «Вокзал — 45-я Параллель». Начато строительство конечного диспетчерского пункта на СтавНИИГиМ.
- 1979 — открылся 3-й маршрут «Вокзал — 45-я Параллель» по ул. Серова и 4-й маршрут: протяжённость контактной сети 7,6 км. (ул. Серова, ул. Пушкина, ул. Лермонтова), 6-й маршрут «45-я Параллель — Овощебаза».
- 1980 — начато строительство тяговой подстанции № 9.
- Апрель 1981 — сдан в эксплуатацию депо — профилакторий на 125 машин, административное здание предприятия по ул. Тельмана.
- 1982—1983 — строится новая линия по ул. Мира от ул. Доваторцев до ул. Достоевского.
- 10 января 1984 — открыта новая линия по ул. Мира от ул. Доваторцев до ул. Достоевского. Пущен маршрут № 7 «ул. Достоевского — Овощебаза».
- 10 января 1985 — открыта новая линия по ул. Достоевского, ул. Объездная, Старомарьевское шоссе от ул. Мира до ул. Заводская. Продлён маршрут № 7 продлён до новой конечной «Таксопарк», обеспечив жителей Старомарьевского шоссе и район Туапсинки современным экологически чистым видом транспорта — троллейбусами.
- Май 1985 — открыта односторонняя линия по ул. Пионерская от ул. Объездная до Старомарьевского шоссе. Маршрут № 7 изменён, он стал ходить по часовой стрелке: ул. Объездная, ул. Пионерская, Старомарьевское шоссе, ул. Объездная и далее по своему маршруту.
- 1985 — были пущены в эксплуатацию тяговые подстанции № 7 и № 9. Открыта новая линия по просп. Юности от просп. Кулакова до пр. Шахтинский. Перенаправлен маршрут № 9 «9-я поликлиника — Ж.-д. вокзал».
- 1986 — пущена в эксплуатацию тяговая подстанция № 8. В мае открылся 8-й маршрут «Юго-Западный район — Промышленная зона(Восточная промзона)».
- Август 1989 — исполнительный комитет городского Совета народных депутатов наградил предприятие Почётной грамотой в честь 25-летия образования.
- 20 июня 1990 — открыта новая линия по ул. Лермонтова от ул. Доваторцев до ул. Артёма. Пущен маршрут № 11 «6 поликлиника — Кинотеатр „Родина“». Маршрут являлся скоростным, из-за того что имел меньше остановок на своём маршруте. Протяжённость линии 16,2 км.
- 20 января 1992 — открыта новая линия по ул. Шпаковская, ул. Пирогова от ул. 50 лет ВЛКСМ до ул. Тухачевского. Пущен маршрут № 12-й маршрут «6 поликлиника — Кинотеатр „Родина“».
- Март 1992 г. — администрация города Ставрополя признала троллейбусный парк лучшим предприятием среди транспортных организаций краевого центра.
- Август 1992 — построена линия по ул. Достоевского и ул. Серова от ул. Мира до 204-го квартала. Туда перенаправлен маршрут № 7.
- 25 марта 1998 — восстановлен 10-й маршрут «45 параллель — Овощебаза», протяжённость контактной линии 18 км.
- Апрель 2006 — отменён маршрут № 10.
- Июнь 2006 — отменён маршрут № 3. Примерно в то же время отменён маршрут № 12.
- Август 2006 — маршрут № 11 был продлён до вокзала («Ж/д вокзал — 6-я поликлиника») и стал ходить ежедневно (до этого — только по будням).
- Декабрь 2006 — отменён маршрут № 5.
- 1 июня 2007 — отменён маршрут № 6. 1 сентября 2007 вновь пошёл, но вскоре был закрыт окончательно.
- Январь 2008 — приватизация СМУТП: из городского предприятия стало ОАО «Ставропольское троллейбусное предприятие».
- 13 января 2008 — на улице Карла Маркса один из троллейбусов ЗиУ-682 сбил мужчину на пешеходном переходе. От удара пешехода подбросило, и он выбил головой лобовое стекло троллейбуса.
- Март 2008 — отменён маршрут № 11.
- 18 декабря 2008 — восстановлен на один день маршрут № 6.
- С 1 по 10 января 2009 троллейбусы не выходили на улицы города. У предприятия были «каникулы»
- Со 2 февраля по 1 марта 2009 из-за отключений тяговых подстанций, в связи с неуплатой за электроэнергию, маршрут № 9 был временно отменён. Маршруты № 1, № 2, № 4 были сокращены до центра, а № 7 — до СтавНИИГиМа.
- Декабрь 2009 — предприятие из ОАО вновь перешло в СМУТП, троллейбус снова стал принадлежать городу.
- 4 декабря 2009 — поступило 8 новых троллейбусов БТЗ-52764Р, а затем в течение месяца ещё 46[5] для замены троллейбусов ВЗТМ-5284 и других старых троллейбусов.
- 25 января 2010 — возобновил работу маршрут № 11.
- 1 июня 2010 — возобновил работу маршрут № 5.
- 1 октября 2013 — возобновлён маршрут № 6.
- 24, 25 октября 2013 — поступил один новый троллейбус с автономным ходом Тролза-5265.00 «Мегаполис».
- 11 ноября 2013 — открыт маршрут № 6а. Обслуживается одним троллейбусом Тролза-5265.00 «Мегаполис». Часть маршрута проходит без контактной сети на автономном ходу.
- Июль 2014 — маршрут № 6а временно отменён в связи с отправкой троллейбуса на завод.
- Август 2014 — объединение с автобусным парком.
- 10 декабря 2014 — во всех троллейбусах установлены ручные валидаторы.
- Март 2016 — отмена валидаторов, переход к билетам.
- 14 июня 2018 — Депутаты Ставропольской краевой думы обсудили возможную ликвидацию троллейбусов и задумались о «серьёзной транспортной реформе».
- 19 августа 2019 — возобновлён маршрут № 4 по изменённому маршруту «6-я поликлиника — Ж.-д. вокзал».
- 20 марта 2022 — в город поступил один троллейбус с автономным ходом на испытания — ПКТС-6281 «Адмирал». Обслуживал маршрут 4а[6].
- 15 апреля 2022 — отменён маршрут № 4А в связи с передачей транспортного средства в Пензу.
- 18 июня 2022 — в город поступил ещё один троллейбус с автономным ходом на испытания — УТТЗ-6241.01 «Горожанин»
- 22 августа 2022 — переданный ранее на испытания УТТЗ-6241.01 «Горожанин» покинул город.
- Ноябрь 2023 — поступило 5 троллейбусов ЛиАЗ-5280, ранее работавших в Нальчике[7]. До этого в Ставрополе эксплуатировались автобусы ЛиАЗ-5256, на базе которых смоделированы данные троллейбусы[8].
- 6 августа 2024 — прибыл первый троллейбус ВМЗ-5298.01 «Авангард».
- Март 2025 — передача троллейбуса ВМЗ-5298.01 «Авангард» в Рыбинск.
- Апрель 2025 — прибыли 45 новых троллейбусов с автономным ходом Volgabus-5270Т «Пересвет» (о поступлении было объявлено месяцем ранее[9]). Эксплуатация части машин началась в июле 2025 года на маршрутах 6 и 13[10].

## Маршруты
По состоянию на июль 2025 года действует 8 маршрутов:
| №  | Маршрут                                                                       | Путь следования | Примечание |
| -- | ----------------------------------------------------------------------------- | --- | --- |
| 1  | СтавНИИГиМ — Ж.-д. вокзал                                                     | СтавНИИГиМ, ул. Ленина, ул. Артёма, ул. Дзержинского, проспект Карла Маркса, ж/д вокзал. | Работает ежедневно. В будни — 6, в выходные — 4-5 троллейбусов. |
| 2  | 45-я параллель — Ж.-д. вокзал                                                 | 45-я параллель, ул. 50 лет ВЛКСМ, ул. Шпаковская, ул. Льва Толстого, ул. Дзержинского, проспект Карла Маркса, ж/д вокзал. | Работает ежедневно. В будни — 8, в выходные — 5 троллейбусов. |
| 4  | Поликлиника № 6 — Ж.-д. вокзал                                                | Поликлиника № 6, ул. Пирогова, ул. Шпаковская, ул. Доваторцев, ул. Серова, проезд Черняховского, ул. Партизанская, ул. Артёма, ул. Дзержинского, проспект Карла Маркса, ж/д вокзал. | Работает ежедневно. В будни — 4, в выходные — 3 троллейбуса. До 1 марта 2017 ездил до 45-й параллели, позже был отменён. В 2019 возобновил работу, уже до 6-й поликлиники. |
| 6  | 45-я параллель — Мемориал «Танк» (обратно: ул. Добровольная — 45-я параллель) | ул. 50 лет ВЛКСМ, ул. Тухачевского, ул. Доваторцев, ул. Ленина, проспект Кулакова, проспект Юности, переулок Макарова, ул. Октябрьская | Обслуживается троллейбусами Volgabus-5270Т «Пересвет». |
| 7  | Поликлиника № 9 — 204-й квартал                                               | Поликлиника № 9, проспект Юности, проспект Кулакова, ул. Ленина, ул. Доваторцев, ул. Мира, ул. Достоевского, ул. Серова, 204-й квартал. | Работает ежедневно. В будни — 12, в выходные — 7 троллейбусов. |
| 8  | 45-я параллель — Инструментальный завод                                       | 45-я параллель, ул. 50 лет ВЛКСМ, ул. Шпаковская, ул. Доваторцев, ул. Мира, ул. Достоевского, ул. Объездная, пер. Каховский, Старомарьевское шоссе, Инструментальный завод. | Работает ежедневно. В будни — 9, в выходные — 7 троллейбусов. |
| 9  | Поликлиника № 9 — Ж.-д. вокзал                                                | Поликлиника № 9, проспект Юности, проспект Кулакова, ул. Ленина, ул. Артёма, ул. Дзержинского, проспект Карла Маркса, ж/д вокзал. | Работает ежедневно. В будни — 8, в выходные — 5 троллейбусов. |
| 13 | Исторический парк «Россия — моя история» — Ж.-д. вокзал                       | ул. Андрея Голуба, ул. Павла Буравцева (обратно: ул. Ивана Щипакина), Российский проспект, ул. Тухачевского, ул. 50 лет ВЛКСМ, ул. Шпаковская, ул. Доваторцев, ул. Мира, ул. Артёма, ул. Дзержинского, проспект Октябрьской Революции (обратно: ул. Советская, ул. Булкина, проспект Карла Маркса) | Обслуживается троллейбусами Volgabus-5270Т «Пересвет». |

| №   | Маршрут                                                      | Путь следования | Примечание |
| --- | ------------------------------------------------------------ | --- | --- |
| 3   | Поликлиника № 6 — Центр (Дворец бракосочетания)              | ул. Тухачевского, ул. Доваторцев, ул. Серова, ул. Черняховского, ул. Артёма, ул. Дзержинского, проспект Октябрьской революции | Работал ежедневно. |
| 4а  | Исторический парк (Микрорайон Перспективный) — Ж/д вокзал    | Исторический парк, Российский пр-т, ул. Тухачевского, ул. Пирогова, ул. Шпаковская, ул. Доваторцев, ул. Серова, ул. Черняховского, ул. Партизанская, ул. Артёма, ул. Дзержинского, просп. Октябрьской революции, просп. Карла Маркса, ж/д вокзал.                         | Ежедневно работал 1 троллейбус на автономном ходу ПКТС-6281.01 Адмирал. Закрыт 15.04.2022, в связи с тем, что троллейбус ПКТС-6281.01 Адмирал отправили в Пензу.                                                                 |
| 4-К | Поликлиника № 6 — Ж/д вокзал                                 | ул. Тухачевского, ул. Доваторцев, ул. Серова, ул. Черняховского, ул. Артёма, ул. Дзержинского, проспект Октябрьской революции, проспект Карла Марска, ж/д вокзал. | Работал по будням: 1 троллейбус утром и вечером. |
| 5   | Поликлиника № 9 — Детская горбольница № 2                    | Поликлиника № 9, проспект Юности, проспект Кулакова, ул. Ленина, ул. Артёма, проезд Черняховского, ул. Серова, ул. Каменоломская, Детская городская больница им. Филиппского                                                                                              | Отменён |
| 6   | Поликлиника № 9 — Автоколонна 1564                           | 45-я параллель, ул. 50 лет ВЛКСМ, ул. Тухачевского, ул. Доваторцев, ул. Ленина, проспект Кулакова, проспект Юности, Поликлиника № 9. | Отменён |
| 6-А | Завод «Сигнал» (45-я параллель) — Гуманитарный институт СКФУ | 45-я параллель, ул. Пирогова, ул. Тухачевского, ул. Доваторцев, ул. Ленина, проспект Кулакова, ул. Октябрьская (обратно: ул. Октябрьская, пер. Макарова, проспект Юности, проспект Кулакова, ул. Ленина, ул. Доваторцев, ул. Тухачевского, ул. Пирогова, 45-я параллель). | Работал с понедельника по субботу 1 троллейбус. Обслуживался троллейбусом Тролза-5265.00 «Мегаполис». Часть маршрута проходила без контактной сети на автономном ходу. Отменён в связи с отправкой троллейбуса обратно на завод. |
| 8-А | Завод «Сигнал» — 204-й квартал                               | ул. 45-я параллель, ул. 50 лет ВЛКСМ, ул. Шпаковская, ул. Доваторцев, ул. Мира, ул. Достоевского, ул. Серова ,204-й квартал. | Работал по будням: 1 троллейбус утром и вечером. |
| 8-К | Поликлиника № 6 — Инструментальный завод                     | Поликлиника № 6, ул. Тухачевского, ул. Доваторцев, ул. Мира, ул. Достоевского, ул. Объездная, ул. Пионерская, Старомарьевское шоссе, Инструментальный завод. | Работал в будни: 1 троллейбус утром и вечером |
| 10  | 45-я параллель — Овощебаза                                   | ул. 50 лет ВЛКСМ, ул. Тухачевского, ул. Доваторцев, ул. Ленина, проспект Кулакова | Работали ежедневно 2 троллейбуса. |
| 11  | Поликлиника № 6 — Ж/д вокзал                                 | Поликлиника № 6, ул. Тухачевского, ул. Доваторцев, ул. Лермонтова, ул. Артёма, ул. Дзержинского, проспект Карла Маркса, ж/д вокзал. | Отменён |
| 12  | Поликлиника № 6 — Центр (Дворец бракосочетания)              | ул. Пирогова, ул. Шпаковская, ул. Льва Толстого, ул. Дзержинского, проспект Октябрьской революции | Работали ежедневно 3 троллейбуса. |

## Подвижной состав
Машины с чётными парковыми номерами обслуживают чётные маршруты, с нечётными — нечётные. Исключение составляют троллейбусы БТЗ-52764Р: машины 201—212, 227—238, 242, 244, 249, 251, 253 обслуживают нечётные маршруты, 213—226, 239—241, 243, 245—248 250, 252, 254 — чётные. По состоянию на апрель 2015 нередко на нечётные маршруты выходят чётные троллейбусы. В настоящее время в троллейбусном парке имеется 76 машин.
Окраска троллейбусов различная. При перекраске большинства троллейбусов сохраняется цвет и схема заводской окраски. На бортах практически всех машин нанесена реклама.

### Эксплуатируемые моделей троллейбусов
- ЗиУ-682 следующих модификаций: ЗиУ 682Г-016 [Г0М] (1 шт.), ЗиУ 682Г-016.05 (1 шт.)
- БТЗ-52764Р — 54 шт.
- ЛиАЗ-5280 — 5 шт.
- Volgabus-5270Т «Пересвет» — 15 шт.

### Самые новые троллейбусы
- БТЗ-52764 № 254, зав. № 54, 2010 г. в.
- ЗиУ 682Г-016.05 № 95, зав. № 373, 2013 г. в.

### Самые старые троллейбусы
- ЗиУ-682Г-016 [Г0М] № 96, зав. № 7976, 2004 г. в.
- ЛиАЗ-5280 № 103, зав. № 21899, 2009 г. в.

### Выведены из эксплуатации
- ЗиУ-5 модификаций ЗиУ-5Г, ЗиУ-5Д
- ЗиУ-682 модификаций ЗиУ-682Б, ЗиУ-682В, ЗиУ-682В [В00], ЗиУ-682В [В0А], ЗиУ-682Г [Г00], ЗиУ-682-012 [Г0А], ЗиУ-682-014 [Г0Е], ЗиУ-682-018 [Г0Р]
- СВАРЗ-ТГ-3, КТГ-1, КТГ-2
- ВЗТМ-5284
- ТролЗа-5265.00 «Мегаполис» (передан в другой город)
- ПКТС-6281 «Адмирал» (передан в другой город)
- УТТЗ-6241.01 «Горожанин» (передан в другой город)
- ВМЗ-5298.01 «Авангард» (передан в другой город)